# Oulad Mkoudou
Oulad Mkoudou (en àrab أولاد مكودو, Ūlād Mkūdū; en amazic ⵡⵍⴰⴷ ⵎⴽⵓⴷⵓ) és una comuna rural de la província de Sufruy, a la regió de Fes-Meknès, al Marroc. Segons el cens de 2014 tenia una població total de 6.667 persones.